# Catherynne M. Valente
Catherynne M. Valente (Seattle, Washington, 1979. május 5. –) amerikai író, költő és irodalmi kritikus. Legismertebbek a többszörösen díjazott fantasy zsánerbe sorolható történetei, de verseiért is több kitüntetésben részesült. Kritikáit Bethany L. Thomas álnéven írja, és jelenleg Peaks Island-en él férjével.
Valente díjai mellett a mythpunk (magyarul kb. mítoszpunk) nevű fantasy al-zsáner megteremtőjének is tekinthető. Az írónő csak viccelt ugyan a stílus elnevezésével, ám később több írónő is átvette ezt a kifejezést a regényeikre. A mythpunk stílus ismertetőjegye a gyakran modern köntösbe öltöztetett, népmesei elemek vegyítése az ifjúsági fantasyvel.

## Művei

### Regény
- The Labyrinth, Prime Books ISBN 1-894815-65-3 (2004)
- The Ice Puzzle (2004)
- Yume No Hon: The Book of Dreams, Prime Books ISBN 0-8095-1087-1 (2005)
- The Grass-Cutting Sword, Prime Books ISBN 0-8095-6230-8 (2006)
- Palimpsest, Bantam ISBN 0-553-38576-3 (2009)
- Marija Morevna és a Halhatatlan, (Deathless) , Tor Books ISBN 0-7653-2630-2 (2011), magyarul: Ad Astra (2012) ISBN 978-615-5229-00-8
- Silently and Very Fast, Clarkesworld Magazine and WSFA Press (2011)
- Six-Gun Snow White, Subterranean Press (2013)

The Orphan's Tales-sorozat (Bantam)
- The Orphan's Tales: In the Night Garden (vol. 1) ISBN 0-553-38403-1 (2006. október)
  - Book of the Steppe
  - Book of the Sea
- The Orphan's Tales: In the Cities of Coin and Spice (vol. 2) ISBN 0-553-38404-X (2007. október)
  - Book of the Storm
  - Book of the Scald

A Dirge for Prester John-sorozat (Night Shade Books)
- The Habitation of the Blessed (2010) ISBN 1-59780-199-2
- The Folded World (2011) ISBN 1-59780-203-4
- The Spindle of Necessity (TBA)

Tündérföld-sorozat (Feiwel & Friends)
- A lány, aki körülhajózta Tündérföldet (The Girl Who Circumnavigated Fairyland in a Ship of Her Own Making) (2011; magyarul 2013, Ciceró)
- A lány, aki Tündérföld alá zuhant, és a tivornya élére állt (The Girl Who Fell Beneath Fairyland and Led the Revels There) (2012; magyarul 2014, Ciceró)
- The Girl Who Soared Over Fairyland and Cut the Moon in Two (2013)
- The Girl Who Circumnavigated Fairyland in a Ship of Her Own Making 2009-es online regény (korábban Palimpsest-ben szereplő fiktív gyermekkönyv.).[2]

### Versek
- Music of a Proto-Suicide (chapbook) (2004)
- Apocrypha (Prime Books) ISBN 0-8095-5074-1 (2005)
- Oracles: A Pilgrimage (Prime Books) ISBN 0-8095-0045-0 (2006)
- The Descent of Inanna (Papaveria Press) (2006)
- A Guide to Folktales in Fragile Dialects (2008. május)

### Ismeretterjesztő irodalom
- Introduction to Jane Eyre (illusztrátor) (Norilana Books) ISBN 1-934169-79-X (2007)
- Regeneration X in Chicks Dig Time Lords (2010, Mad Norwegian Press)

### Novella
- The Oracle Alone Music of a Proto-Suicide (2004)
- Ghosts of Gunkanjima Papaveria Press (2005)
- The Maiden-Tree Cabinet des Fees (2005)
- Bones Like Black Sugar Fantasy Magazine (2005)
- Psalm of the Second Body PEN Book of Voices (2005)
- Ascent Is Not Allowed The Minotaur in Pamplona (2005)
- Thread: A Triptych Lone Star Stories (2006)
- Urchins, While Swimming Clarkesworld Magazine (2006)
- Milk and Apples Electric Velocipede (2006)
- Temnaya and the House of Books Mythic (2006)
- A Grey and Soundless Tide Salon Fantastique (2006)
- A Dirge For Prester John INTERFICTIONS (2007)
- The Ballad of the Sinister Mr. Mouth Lone Star Stories (2007)
- La Serenissima Endicott Studio (2007)
- The Proslogium of the Great Lakes Farrago's Wainscot (2007)
- A Buyer's Guide to Maps of Antarctica Clarkesworld Magazine (2008)
- Tales of Beaty and Strangeness: City of Blind Delights Clockwork Phoenix (2008)
- The Hanged Man Farrago's Wainscot (2008)
- An Anthology of Urban Fantasy: Palimpsest Paper Cities, ed. Ekaterina Sedia (2008)
- The Harpooner at the Bottom of the World Spectra Pulse Magazine (2008)
- Golubash, or, Wine-War-Blood-Elegy Federations (2009)
- The Secret History of Mirrors Clockwork Phoenix 2 (2009)
- A Book of Villainous Tales:A Delicate Architecture Troll's Eye View (2009)
- The Radiant Car Thy Sparrows Drew Clarkesworld Magazine (2009)
- The Anachronist's Cookbook Steampunk Tales (2009)
- A Between Books Anthology:Proverbs of Hell The Stories in Between (2010)
- The Days of Flaming Motorcycles Dark Faith (2010)
- Secretario Weird Tales (2010)
- Thirteen Ways of Looking at Space/Time Clarkesworld Magazine (2010)
- How to Become a Mars Overlord Lightspeed Magazine (2010)
- 15 Panels Depicting the Sadness of the Baku and the Jotai Haunted Legends (2010)
- In the Future When All's Well Teeth (2011)
- A Voice Like a Hole Welcome to Bordertown (2011)
- The Wolves of Brooklyn Fantasy Magazine (2011)
- The Girl Who Ruled Fairyland--For a Little While Tor.com (2011)
- White Lines on a Green Field Subterranean Magazine (2011)

#### Gyűjteményes kötetek
- This Is My Letter To The World: The Omikuji Project, Cycle One[3] (2010)
- Ventriloquism, novelláskötet a (PS Publishing) kiadásában. (2010)
- Myths of Origin (Wyrm Publishing) ISBN 1-890464-14-7, omnibusz kiadás. Tartalmazza a The Labyrinth, Yume No Hon: The Book of Dreams, The Grass-Cutting Sword, és a Under in the Mere című regényeket. (2011)

## Magyarul
- Marija Morevna és a Halhatatlan; ford. Kleinheincz Csilla; Ad Astra, Budapest, 2012
- A lány, aki körülhajózta Tündérföldet; ford. Kleinheincz Csilla; Ciceró, Budapest, 2013
- A lány aki tündérföld alá zuhant és a tivornya élére állt; ford. Kleinheincz Csilla; Ciceró, Budapest, 2014
- Űropera; ford. Kleinheincz Csilla; Gabo, Budapest, 2019
- Minecraft. A vég; ford. Bús Réka Teodóra; Bookline, Budapest, 2020

## Díjak, elismerések
| Év   | Díj                                                                      | Munkája |
| ---- | ------------------------------------------------------------------------ | --- |
| 2006 | Ifj. James Tiptree-díj                                                   | The Orphan's Tales: In the Night Garden (vol. 1)                                                                                    |
| 2007 | storySouth Million Writers-díj                                           | Urchins, While Swimming, Clarkesworld Magazine Issue 3                                                                              |
| 2007 | World Fantasy díj Jelölés (Legjobb regény)                               | The Orphan's Tales: In the Night Garden (vol. 1)                                                                                    |
| 2008 | Rhysling-díj (hosszú vers kategóriában)                                  | The Seven Devils of Central California Archiválva 2012. október 26-i dátummal a Wayback Machine-ben, Farrago's Wainscot Summer 2007 |
| 2008 | Mythopoeic-díj (felnőtt irodalom)                                        | The Orphan's Tales (series) |
| 2009 | World Fantasy díj Jelölés (legjobb novella)                              | A Buyer's Guide to Maps of Antarctica, Clarkesworld Magazine May 2008)                                                              |
| 2009 | Andre Norton-díj                                                         | The Girl Who Circumnavigated Fairyland in a Ship of Her Own Making                                                                  |
| 2010 | CultureGeek Readers' Choice Award (Best Web Fiction of the 21st Century) | The Girl Who Circumnavigated Fairyland in a Ship of Her Own Making                                                                  |
| 2010 | Hugo-díj (Legjobb regény kategória), jelölés)                            | Palimpsest |
| 2010 | Locus-díj (jelölés)                                                      | Palimpsest |
| 2010 | Lambda Literary-díj                                                      | Palimpsest |
| 2012 | Hugo-díj fancast kategóriában                                            | SF Squeecast (with Lynne M. Thomas, Seanan McGuire, Paul Cornell, and Elizabeth Bear)                                               |